# Liothyrella blochmanni
Liothyrella blochmanni är en armfotingsart som först beskrevs av Jackson 1912.  Liothyrella blochmanni ingår i släktet Liothyrella och familjen Terebratulidae. Inga underarter finns listade i Catalogue of Life.